# Tvebo
En planteart er tvebo (også kaldet særbo), når de enkelte planter kun bærer enkønnede blomster med det samme køn (enten hanblomster eller hunblomster). En tvebo plante kaldes også for dioik eller dioecisk afledt af den latinske betegnelse dioica. De fleste planter har tvekønnede blomster, men nogle er særkønnede, dvs. at de har blomster med forskelligt køn fordelt på forskellige individer. Der findes altså både rent hanlige og rent hunlige planter. 

## Eksempler på tvebo planter
- Almindelig Ask
- Almindelig Ene
- Almindelig Kristtorn
- Almindelig Taks
- Fjeld-Ribs
- Hamp
- Havtorn
- Humle
- Kiwi
- Mose-Pors
- Revling
- Selje-Pil
- Tempeltræ
- Tupelotræ